# Cypridoidea

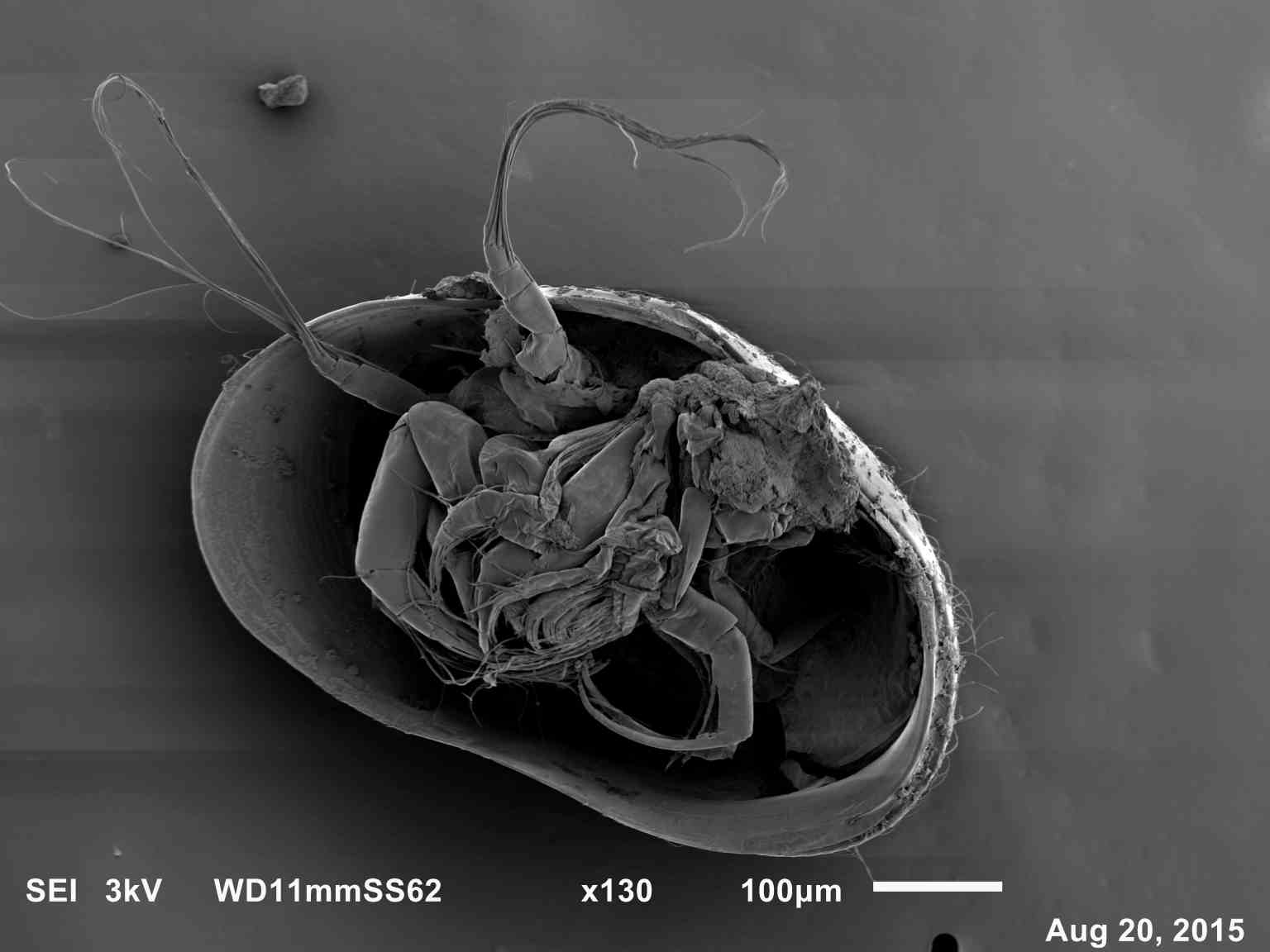
Ejemplar de Cypridopsis vidua, un ostrácodo de la superfamilia Cypridoidea, común en aguas dulces de América del Norte y Eurasia.

Cypridoidea es una superfamilia de ostrácodos del suborden Cypridocopina . 

## Taxonomía
Las siguientes son las familias se reconocen en la superfamilia Cypridoidea: 
- Candónidos
- † Cipridíidos
- Ciprididae
- Iliocípridos
- Notodromadidae
- † Quadracyprididae
- † Trapezoidellidae

Taxones no asignados:
- Género † Pythagoracypris
- Género † Schneideria